# Manuel Villar y Macías
Manuel Villar y Macías (Salamanca, 4 de enero de 1828-Salamanca, 26 de junio de 1891)  fue un historiador español, escritor y periodista, cronista de la historia de Salamanca y autor de una Historia de Salamanca publicada en el año 1887 en tres tomos de medio millar de páginas cada uno. Murió suicidándose en el río Tormes y fue enterrado en el cementerio de San Carlos Borromeo.

## Obra
Las obras de carácter histórico son:
- «Historia de los Bandos de Salamanca» en 1859
- Historia de Salamanca en 1887, En 1973, la Librería Cervantes de Salamanca, hizo una reedición

También dejó páginas líricas dedicadas a la historia de Salamanca en sus Ecos del arpa: colección de poesías y leyendas, publicada en 1852.